# دی هاویلند بای‌پلین شماره.۱
دی هاویلند بای‌پلین شماره. ۱ (به انگلیسی: De Havilland Biplane No. 1) یک هواپیمای ساختِ کارخانهٔ د هویلند در کشور بریتانیا است. این هواپیما برای نخستین بار در ۱ دسامبر ۱۹۰۹ میلادی مورد استفاده قرار گرفت.